# Echo Valley (Pornodarstellerin)

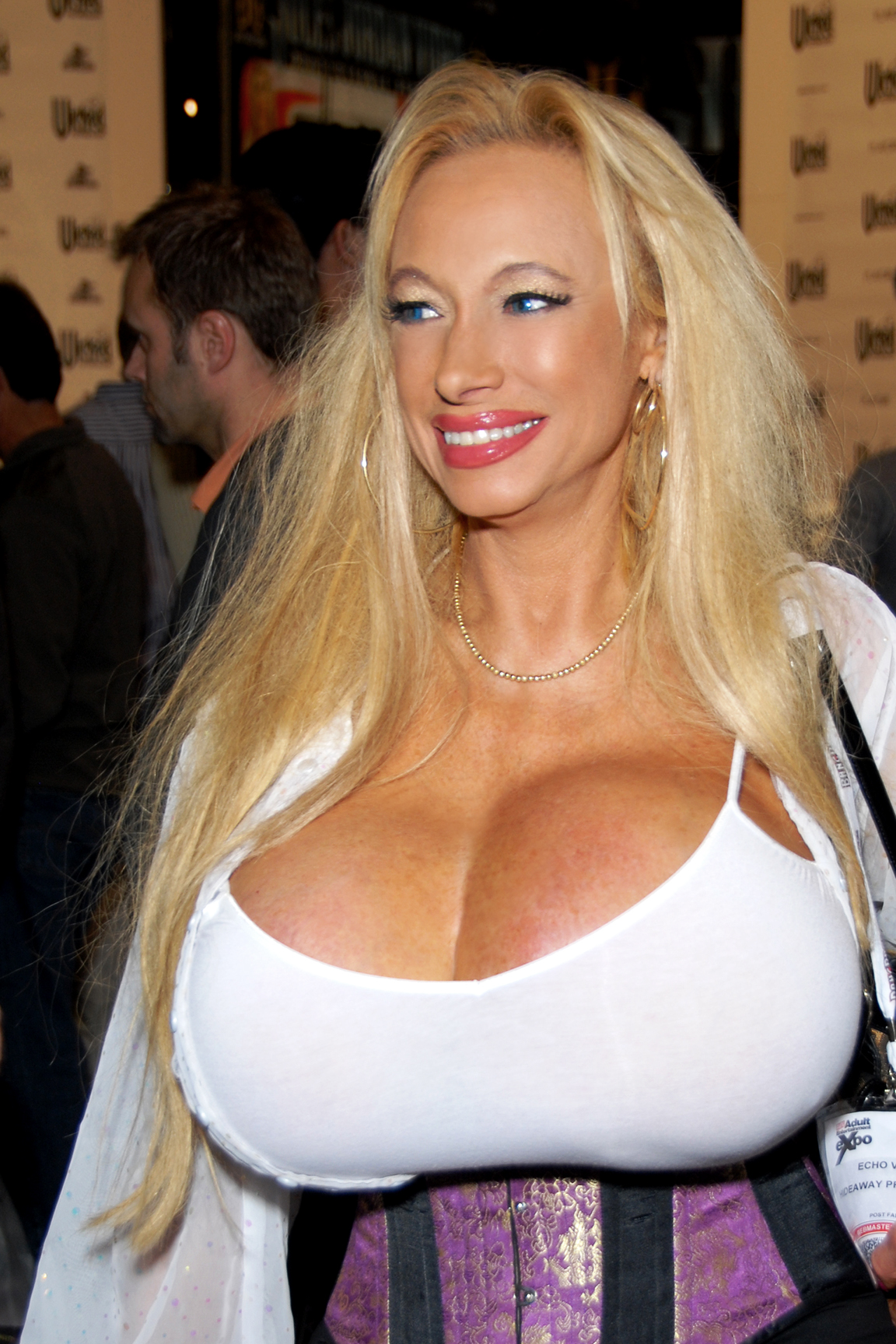
Cynthia Jean Gillig-Stone (2010)

Cynthia Jean Gillig-Stone (* 29. Mai 1954 in Saginaw, Michigan als Cynthia Gillig; † 21. Mai 2011 in Leakey, Texas) war eine US-amerikanische Schauspielerin und Pornodarstellerin. In der Pornobranche trat sie unter dem Pseudonym Echo Valley auf.

## Leben und Karriere
Die 163 cm große Cynthia Jean Gillig-Stone beteiligte sich bereits während ihrer High-School-Zeit an Schönheitswettbewerben und war mit James C. Stone verheiratet. Im Jahr 1976 schloss sie ihr Studium an der Michigan State University ab.
Ihre Karriere als Pornodarstellerin begann 2000 und endete mit ihrem Tod. Über ihr Privatleben ist nichts bekannt. Sie wirkte in 51 Produktionen mit (laut IAFD) und nutzte dabei ausschließlich das Pseudonym Echo Valley. Ihr Markenzeichen war ihre extreme Oberweite, die durch Polypropylen-Brustimplantate erreicht wurde.
Sie starb am 21. Mai 2011 acht Tage vor ihrem 57. Geburtstag bei einem Straßenverkehrsunfall, als sie abbog und ihr Wagen von einem Pick-up von hinten angefahren wurde. Sie wurde aus ihrem Auto geschleudert und starb noch am Unfallort. Sie trug nur einen Beckengurt, da ihr der Schultergurt über ihren Brüsten zu unbequem war.

## Filmografie (Auswahl)
- 2012: Big Tit Freaks
- 2011: American Daydreams 9
- 2009: Old and Nasty Grandmas 5
- 2009: It's Okay! She's My Mother in Law
- 2008: Lesbian M.I.L.T.F. 3
- 2008: Harold & Kumar 2 – Flucht aus Guantanamo
- 2008: Busty Broads in Uniform
- 2007: Big Boob Nifty Fifties 5
- 2007: M.i.l.t.f. 27
- 2007: Tittanic
- 2006: Escort 2
- 2005: Big Boob Nifty Fifties
- 2005: Double Air Bags 16
- 2005: Double Air Bags 17
- 2005: Juggernauts 3
- 2004: Busted!
- 2000: Big Busted Goddesses of Las Vegas
- 2000: Sins of Echo Valley